# Markelsbach (Wahnbach)
Der Markelsbach ist ein vier Kilometer langer Bach in Much im nordrhein-westfälischen Rhein-Sieg-Kreis. Er ist ein rechter Hauptzufluss des Wahnbachs.

## Name
Vermutlich setzt sich der Name aus dem Grundwort -bach und dem Genitiv des Personennamens Markol(t) oder Markol(f) zusammen.

## Geographie

### Verlauf
Der Markelsbach entspringt auf einer Höhe von etwa 238 m ü. NHN bei Much-Weißenportz. Die Quelle liegt zwischen Weißenportz und Eigen.
Zunächst in südöstliche, dann in südwestliche Richtung fließend, passiert der Bach die Ortschaften Hetzenholz und Markelsbach, bevor er zwischen Hillesheim und Huven auf ungefähr 156 m ü. NHN von rechts in den Wahnbach mündet.
Zwischen Markelsbach und Huven fließt der aBach entlang der Bundesstraße 56.

### Einzugsgebiet und Zuflüsse
Das gut 9 km² große Einzugsgebiet des Markelsbachs erstreckt sich über die Mucher Hochfläche und wird durch ihn über Wahnbach, Sieg und Rhein in die Nordsee entwässert.
Es grenzt
- im Westen an das Einzugsgebiet des Naafbachs und seiner Zuflüsse
- im Osten an das des Wahnbachs.

| Stat. in km | Name              | GKZ       | Lage   | Länge in km | EZG in km² | MQ in m³/s | Mündung        | Mündungshöhe in m ü. NHN |
| ----------- | ----------------- | --------- | ------ | ----------- | ---------- | ---------- | -------------- | ------------------------ |
| 002,90      | Dickehardtssiefen | 272746-12 | links0 | 000,7770    | 0000,3470  |            | Niederheimbach | 19800000                 |
| 002,50      | Hetzelbach        | 272746-2  | links0 | 001,6810    | 0001,170   | 0010,720   |                | 18400000                 |
| 001,90      | Scheidbach        | 272746-4  | links0 | 004,3090    | 0004,7790  | 0045,340   | Markelsbach    | 17800000                 |
| 001,30      | Kuhlhornsiefen    | 272746-6  | rechts | 000,810     | 0000,2560  | 0002,000   | Pillenhof      | 17100000                 |
| 000,70      | Großer Eschbach   | 272746-8  | rechts | 001,2450    | 0000,5210  | 0004,520   | Huven          | 16600000                 |

Anmerkungen zur Tabelle
1. ↑  Gewässerkennzahl, in Deutschland die amtliche Fließgewässerkennziffer mit zur besseren Lesbarkeit eingefügtem Trenner hinter dem Präfix, das einheitlich für den allen gemeinsamen Vorfluter Markelsbach steht.

## Sonstiges
In früheren Veröffentlichungen (vor 2019) führt der Markelsbach noch die GKZ 272744.